# Zuid-Afrika op de Olympische Zomerspelen 1952
Zuid-Afrika nam deel aan de Olympische Zomerspelen 1952 in Helsinki, Finland. Ten opzichte van vier jaar eerder werden er drie zilveren en drie bronzen medailles meer gewonnen.

## Medailles

### 1Goud
- Esther Brand — Atletiek, vrouwen hoogspringen
- Joan Harrison — Zwemmen, vrouwen 100m rugslag

### 2Zilver
- Daphne Hasenjager — Atletiek, vrouwen 100 meter
- Theunis van Schalkwyk — Boksen, mannen halfmiddengewicht
- George Estman, Robert Fowler, Thomas Shardelow en Alfred Swift — Wielersport, mannen 4.000m ploegenachtervolging
- Raymond Robinson en Thomas Shardelow — Wielersport, mannen 2.000m tandem

### 3Brons
- Vic Toweel — Boksen, mannen vlieggewicht
- Leonard Leisching — Boksen, mannen vedergewicht
- Andries Nieman — Boksen, mannen zwaargewicht
- Raymond Robinson — Wielersport, mannen 1.000m tijdrit

## Resultaten en deelnemers per onderdeel

### Schoonspringen
Mannen 3m plank
- Willem Welgemoed
  - Voorronde — 61.64 punten (→ 22e plaats)

### Wielersport

#### Wegwedstrijden
Mannen individuele wegwedstrijd (190.4 km)
- George Estman — niet gefinisht (→ niet geklasseerd)
- Alfred Swift — niet gefinisht (→ niet geklasseerd)
- Robert Fowler — niet gefinisht (→ niet geklasseerd)

#### Baanwedstrijden
Mannen 1.000m tijdrit
- Raymond Robinson
  - Finale — 1:13.0 (→  Brons)

Mannen 1.000m sprint scratch race
- Raymond Robinson — 5e plaats

Mannen 4.000m ploegenachtervolging
- Alfred Swift, George Estman, Robert Fowler en Thomas Shardelow
  - Finale — Verloor van Italië (→  Zilver)

Argentinië · Australië · Bahama's · België · Bermuda · Birma · Brazilië · Brits-Guiana · Bulgarije · Canada · Ceylon · Chili · China · Cuba · Denemarken · Duitsland · Egypte · Filipijnen · Finland · Frankrijk · Goudkust · Griekenland · Groot-Brittannië · Guatemala · Hongarije · Hongkong · Ierland · IJsland · India · Indonesië · Iran · Israël · Italië · Jamaica · Japan · Joegoslavië · Libanon · Liechtenstein · Luxemburg · Mexico · Monaco · Nederland · Nederlandse Antillen · Nieuw-Zeeland · Nigeria · Noorwegen · Oostenrijk · Pakistan · Panama · Polen · Portugal · Puerto Rico · Roemenië · Saarland · Singapore ·  Sovjet-Unie · Spanje · Thailand · Trinidad en Tobago · Tsjecho-Slowakije · Turkije · Uruguay · Venezuela · Verenigde Staten · Vietnam · Zuid-Afrika · Zuid-Korea · Zweden · Zwitserland